# Michowice
Michowice – wieś w Polsce położona w województwie łódzkim, w powiecie skierniewickim, w gminie Głuchów.

## Historia
W latach 1954–1958 wieś należała i była siedzibą władz gromady Michowice, po jej zniesieniu w gromadzie Głuchów. W latach 1975–1998 miejscowość administracyjnie należała do województwa skierniewickiego.